# Salz-Kresse
Die Salz-Kresse (Lepidium cartilagineum) ist eine Pflanzenart aus der Gattung der Kressen (Lepidium) in der Familie der Kreuzblütengewächse (Brassicaceae). Sie ist fast in weiten Gebieten Eurasiens verbreitet.

## Beschreibung

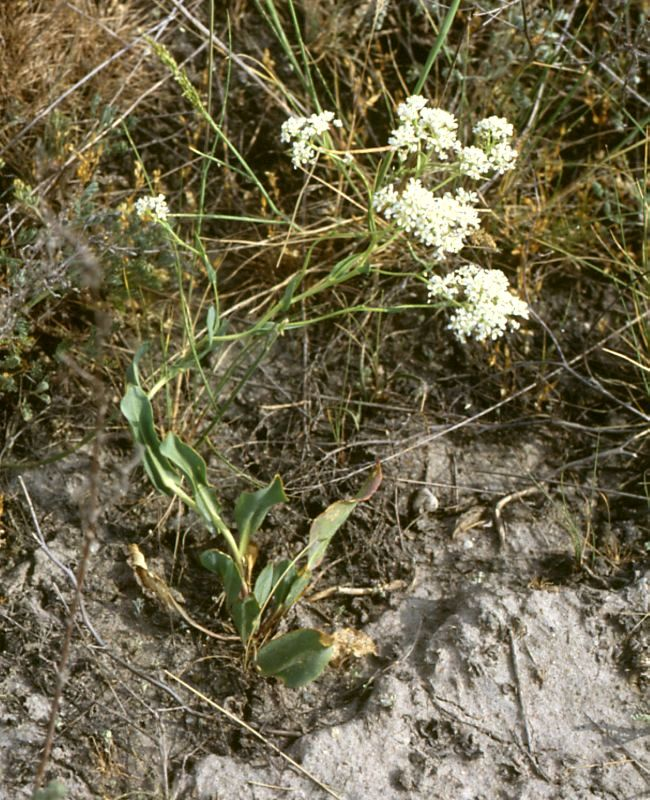
Salz-Kresse (Lepidium cartilagineum)

### Erscheinungsbild und Laubblatt
Die Salz-Kresse wächst als ausdauernde krautige Pflanze, die Wuchshöhen von meist 15 bis 35 (10 bis 40) Zentimetern erreicht. Am manchmal verzweigten Rhizom und unteren Bereich der Sprossachse verbleiben faserige Reste der Blattstiele aus dem Vorjahr. Die oberirdischen Pflanzenteile können mit papillösen oder gekrümmten, einfachen Trichomen flaumig behaart sein. Die aufrechten bis aufsteigenden Stängel sind meist verzweigt.
Die Laubblätter sind in einer grundständigen Rosette und wechselständig am Stängel verteilt angeordnet. Die grundständigen Laubblätter bestehen aus Blattstiel und Blattspreite. Der Blattstiel weist eine Länge von 1,5 bis 5 (bis 7) cm auf. Die einfache, haltbare, fleischige, meist kahle Blattspreite ist mit einer Länge von meist 1,7 bis 4 (0,7 bis 5) cm und einer Breite von meist 0,8 bis 1,5 (0,5 bis 2,2) cm eiförmig, länglich oder elliptisch mit keilförmiger oder verschmälerter Spreitenbasis und spitzem oder stumpfen Ende sowie glatte Rand. Bei den sitzenden Stängelblättern ist die stängelumfassende, kahle oder fast angedrückt behaarte Blattspreite mit einer Länge von 0,2 bis 4,7 cm × 0,3 bis 1,5 cm elliptisch, länglich oder lanzettlich mit spitzem Ende und einem glatten oder undeutlich gezähnten Rand.

### Blütenstand und Blüte
Die Blütezeit liegt je nach Standort zwischen April und August. Die Blütenstandsachse des anfangs schirmtraubigen Blütenstandes verlängert sich später zu einem meist bis zu 7 (selten bis zu 10) cm langen, traubigen Blütenstand, der 15 bis 30 Blüten enthält.
Die zwittrigen, vierzähligen Blüten weisen einen Durchmesser von etwa 3 mm auf. Die vier Kelchblätter sind mit einer Länge von 1 bis 1,2 mm und einer Breite von etwa 0,5 mm länglich, mit spröden Trichomen behaart und weiß an den Rändern sowie an den spitzauslaufenden Spitzen. Die vier weißen, undeutlich genagelten Kronblätter sind mit einer Länge von 1 bis 1,6 mm und einer Breite von 0,3 bis 0,8 mm verkehrt-eiförmig oder verkehrt-lanzettlich mit einem gerundeten Ende. Es sind vier Nektardrüsen vorhanden. Die sechs Staubblätter bestehen aus 0,8 bis 1,1 mm langen Staubfäden und mit einer Länge von 0,2 bis 0,3 mm relativ kleinen, länglichen Staubbeuteln. Der 0,2 bis 0,4 mm lange Griffel endet in einer kopfigen Narbe.

### Frucht und Samen
Die spreizenden, dünnen Fruchtstiele sind 3 bis 6 mm lang und gerade oder leicht gekrümmt. Die mit einer Länge von 2,3 bis 3,3 mm und einer Breite von 2,1 bis 3,5 mm eiförmigen bis elliptischen Schötchen sind 0,1 bis 0,2 mm breit geflügelt und besitzen oben eine 0,05 bis 0,2 mm große Kerbe, aus der der nur 0,2 bis 0,4 mm lange Schnabel etwas herausschaut. Die kahlen Klappen besitzen eine hervorstehende Netznervatur. Das Septum ist etwa 0,5 mm breit. Die braunen bis rötlich-braunen Samen sind mit einer Länge von 1,3 bis 1,7 mm und einem Durchmesser von 0,7 bis 1 mm eiförmig mit papillöser Oberfläche.

### Chromosomenzahl
Die Chromosomenzahl beträgt 2n = 16.

## Vorkommen
Die Salz-Kresse ist in weiten Gebieten Eurasiens verbreitet. Sie findet sich in der Mongolei, in Teilen der Volksrepublik China, in Afghanistan, Kasachstan, Kirgisistan, Pakistan, Russland, Tadschikistan, Turkmenistan, Usbekistan sowie in Südost- und Mitteleuropa (Österreich und Ungarn).
Die Salz-Kresse gedeiht hauptsächlich auf salzhaltigen Böden in salzreichen Steppen oder Tiefländern in Höhenlagen zwischen 400 und 1000 Meter. Sie ist auf wechselfeuchten Tonböden eine Charakterart der Puccinellia salinaria-Lepidium cartilagineum-Assoziation.

## Systematik
Die Erstveröffentlichung dieser Art erfolgte 1786 unter dem Namen Thlaspi cartilagineum durch Johann Mayer in den Abhandlungen der Böhmischen Gesellschaft der Wissenschaften, nebst der Geschichte derselben, 235, Tafel 7. Der heute gültigen botanischen Namen wurde 1906 durch Albert Thellung in der Vierteljahrsschrift der Naturforschenden Gesellschaft in Zürich, 51, S. 178 veröffentlicht. Weitere Synonyme für Lepidium cartilagineum (J.Mayer) Thell. sind: Lepidium bornmuelleranum Thell., Lepidium borysthenicum Kleopow, Lepidium caespitosum Desv., Lepidium cartilagineum subsp. caespitosum (Desv.) Thell., Lepidium cartilagineum subsp. cartilagineum Thell., Lepidium cartilagineum subsp. crassifolium (Waldst. & Kit.) Thell., Lepidium cartilagineum subsp. pumilum (Boiss. & Balansa) Hedge, Lepidium crassifolium Waldst. & Kit., Lepidium crenatifolium Boiss. ex Balansa, Lepidium kabulicum Rech. f., Lepidium pachypodum Hausskn., Lepidium pumilum Boiss. ex Balansa, Lepidium syvaschicum Kleopow, Nasturtium crassifolium (Waldst. & Kit.) Kuntze, Nasturtium crenatifolium Kuntze, Nasturtium pumilum Kuntze.

## Unterarten
Man kann mehrere Unterarten unterscheiden:
- Lepidium cartilagineum subsp. caespitosum (Desv.) Thell.: Sie kommt in der Türkei vor.[5]
- Lepidium cartilagineum subsp. cartilagineum
- Lepidium cartilagineum subsp. pumilum (Boiss. & Balansa) Hedge

## Inhaltsstoffe
Die Samen enthalten das Senfölglycosid Glucosinalbin.

## Beachte
Es gibt auch einige Arten in der Gattung Hornungia die auch Salzkresse oder Salztäschel genannt werden.